# Prekursor (osoba)

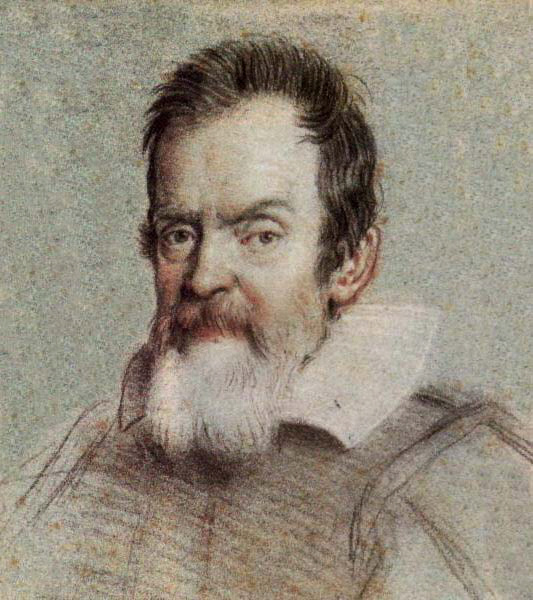
Galileusz - prekursor nowożytnej fizyki

Prekursor – osoba wyprzedzająca czasy, w których działa, zapoczątkowująca idee, koncepcje czy kierunki, np. myślowe lub artystyczne, będąca w tych osiągnięciach bardziej zaawansowaną niż inni, jej współcześni. Wartości, metody działań lub wiedza wniesione przez prekursora wchodzą z czasem do powszechnego użycia lub zasobu. Cechą prekursora jest działanie na rzecz wartości naczelnych i chęć wprowadzania reform, przy czym prekursor może działać jedynie na niwie publicystycznej, jak również poprzez czyny.